# Zarétxie (Bélgorod)
|  | Per a altres significats, vegeu «Zarétxie». |

Zarétxie - Заречье (rus) - és un poble (un khútor) de l'óblast de Bélgorod, a Rússia. El 2010 tenia 29 habitants. Pertany al districte (raion) de Xebékino.